# بیماری التهابی لگن
بیماری التهابی لگن یا اختلال التهابی لگن (PID) عفونت قسمت فوقانی سیستم تولید مثل زنان یعنی رحم، لوله‌های فالوپ، و تخمدان، و در داخل لگن است. اغلب ممکن است هیچ علامت مشخصی نداشته باشد. 
علائم و نشانه‌ها ممکن است شامل درد در ناحیه شکم، ترشحات واژن، تب، سوزش ادرار، درد در حین آمیزش، یا قاعدگی نامنظم باشد. PID در صورت عدم درمان می‌تواند باعث عوارض دراز مدت از جمله ناباروری، بارداری خارج از رحم، درد مزمن لگن و سرطان شود. عامل ایجاد بیماری نوعی باکتری است که از واژن و گردن رحم منتشر شود. 
عفونت‌های سوزاک یا کلامیدیا تراکوماتیس علت ۷۵ تا ۹۰ درصد از موارد می‌باشد. اغلب باکتری‌های متعدد درگیر هستند. در صورت عدم درمان، حدود 10 درصد از افراد مبتلا به عفونت کلامیدیائی و 40 درصد از افراد مبتلا به گونوره (سوزاک)، PID را ایجاد می‌کنند. عوامل خطر معمولاً شبیه به عفونت‌های منتقله از راه جنسی، است و شامل داشتن شرکای جنسی متعدد و مصرف مواد می‌شود. دوش واژینال متعدد نیز ممکن است خطر انتقال را افزایش دهد. تشخیص معمولاً بر اساس علائم و نشانه‌های ظاهری است. در تمام زنان در سن باروری که درد ناحیه تحتانی شکم دارند، احتمال این بیماری وجود دارد و باید یکی از احتمالات تشخیص باشد. تشخیص قطعی PID یافتن چرک مربوط به لوله‌های فالوپ در حین عمل جراحی است. یکی از راه‌های تشخیص انجام سونوگرافی است.
راه‌های جلوگیری از بروز این وضعیت شامل: نداشتن رابطه جنسی و نداشتن شریک‌های جنسی متعدد و استفاده از کاندوم می‌باشد. خطر ابتلا به PID با غربالگری زنان در معرض خطر عفونت کلامیدیایی، به دنبال درمان کاهش می‌یابد. در صورت تشخیص بیماری باید درمان همزمان شریک جنسی فرد نیز صورت پذیرد در غیر اینصورت بیماری توسط شریک جنسی آلوده مجدداً عود خواهد کرد. برای درمان زنانی که علائم خفیف یا متوسط دارند، تزریق آنتی‌بیوتیک سفتریاکسون به صورت تک دوز، همراه با دو هفته داکسی سایکلین و احتمالاً مترونیدازول خوراکی توصیه می‌شود. در صورت عدم درمان پس از سه روز و یا تشخیص بیماری شدید، آنتی‌بیوتیک داخل وریدی توصیه می‌شود.
در سطح جهانی حدود ۱۰۶ میلیون مورد از کلامیدیا و ۱۰۶ میلیون مورد سوزاک در سال ۲۰۰۸ شناسایی شده‌است اما تعداد دقیق موارد PID مشخص نیست. تخمین زده می‌شود حدود ۱٫۵ درصد از زنان جوان سالانه در ایالات متحده آمریکا به PID مبتلا می‌گردند، که حدود یک میلیون نفر را شامل می‌شود. یکی از انواع دستگاه جلوگیری از بارداری که در درون رحم قرار می‌گیرد (IUD) به نام  Dalkon باعث افزایش PID در سال ۱۹۷۰ میلادی شد، اما در حال حاضر آی یو دی پس از ماه اول، دیگر با این مشکل در ارتباط نیست.

## علائم و نشانه‌ها
PID طیفی از علائم، از وضعیت بدون علامت تا علائم شدید را شامل می‌شود. اگر علائم وجود داشته باشد، تب، تندرنس سرویکس با حرکت، درد ناحیه تحتانی شکم، ترشحات جدید یا افزایش ترشحات، مقاربت دردناک، تندرنس رحمی، حساسیت و تندرنس آدنکس و درد یا قاعدگی نامنظم می‌تواند ذکر شود.
عوارض دیگر شامل آندومتریت، سالپنژیت، آبسه تخمدان و لوله‌ها و پریتونیت لگنی است.

## علل
کلامیدیا تراکوماتیس و نایسریا گونوره‌آ معمولاً علت اصلی PID هستند. داده‌ها حاکی از آن است که PID اغلب چند میکروبی است. در این رابطه، باکتری‌های بی‌هوازی و بی‌هوازیِ اختیاری از دستگاه تناسلی فوقانی به دست آمده‌اند. 
ساختار تشریحی ارگان‌های داخلی و بافت‌های دستگاه تولید مثل زنان مسیری را برای پاتوژن‌ها فراهم می‌کند تا از واژن و از طریق شرابه‌های لوله رحمی (فالوپ) به داخل حفرهٔ لگنی برسند. اختلال فلور نرمال واژن در نتیجهٔ واژینوز باکتریایی، خطر ابتلا به PID را افزایش می‌دهد.
کلامیدیا تراکوماتیس و نایسریا گونوره شایع‌ترین ارگانیسم‌ها هستند. کم‌ترین عفونت، ناشی از ارگانیسم‌های بی‌هوازی و بی‌هوازی اختیاری است. باکتری‌های بی‌هوازی و اختیاری نیز از 50 درصد از بیمارانی که از کلامیدیا و نایسریا بهبود یافته بودند، جدا شد؛ در نتیجه، در دستگاه تناسلی فوقانی نزدیک به دو سوم بیماران مبتلا به PID باکتری‌های بی‌هوازی و اختیاری موجود بودند. آزمایشات PCR و سرولوژیک، ارتباط ارگانیسم بسیار مقاوم را با اندومتریت، PID و ناباروری ناشی از علل لوله‌ای نشان می‌دهد. 
برخی میکروارگانیسم‌های مرتبط با PID در زیر فهرست شده‌است؛

### باکتری
- کلامیدیا تراکوماتیس
- نایسریا گونوره‌آ
- گونه‌های پره‌وتلا
- استرپتوکوک پایوژنز
- گونه‌های باکتروئیدس
- گاردنرلا واژینالیس
- اشریشا کلی
- استرپتوکوک گروه B
- استرپتوکوک آلفا-همولیتیک
- استافیلوکوک کوآگولاز منفی
- گونه‌های آسینتوباکتر
- مایکوپلاسما ژنیتالیوم
- مایکوپلاسما هومینیس
- گونه‌های اوره‌آ پلاسما